# روسبيفري
الروسبيفري (الاسم العلمي:روسبيفري) هو جنس من الفطريات مثل الكمأة من الفصيلة البوليطية.